# Diná de Lara
Diná de Lara (Itaporanga, São Paulo, 8 de outubro de 1948) é uma atriz brasileira. Em sua maior parte da carreira, trabalhou com teatro.

## Trabalhos

### Em teatro
- Ralé
- Quando as máquinas param
- Pluft, o fantasminha (1980)
- Chiquinha Gonzaga, Ó Abre Alas - Fany (1983)[1]
- O Rei do Riso (1985)[2]

### Em cinema
- As Amantes Latinas (1978)[3]